# The Hu
The Hu (stilizirano The HU) mongolski je sastav folk rocka i heavy metala osnovan 2016. godine. Svoj glazbeni stil zovu "hunnu rock" (engl. idiomom za antičko carstvo Xiongnu pod Hunima), no on je prvenstveno utemeljen na tradicionalnoj glazbi mongolske kulture i instrumenata, uključujući tuvansko grleno pjevanje i žične instrumente morin khuur i tovshuur (poput gusli i balalajke). Pjevaju na mongolskom jeziku, no umjereno uključuju elemente zapadnjačke pop-glazbe.

## Životopis
Prva dva viralna videozapisa na YouTubeu objavljena 2018., "Yuve Yuve Yu" i "Wolf Totem", brzo su pregledani više od 100 milijuna puta. "Wolf Totem" pojavio se na 1. mjestu Billboardove ljestvice Hard Rock Digital Song Sales, pa je The Hu tako postao prvi mongolski sastav na vrhu te ljestvice. "Yuve Yuve Yu" pojavila se na 7. mjestu te ljestvice.
Dana 17. svibnja 2019. članovi skupine sastali su se s mongolskim predsjednikom Khaltmagiin Battulgom koji im je čestitao na međunarodnom uspjehu promoviranja države. U lipnju i srpnju 2019. skupina je održala 23 koncerta u 12 europskih država. U kolovozu je objavila glazbeni spot za pjesmu "The Great Chinggis Khaan" (hrv. "Veliki Džingis-kan").
Debitantski album The Gereg, koji je nazvan po diplomatskoj putovnici za vrijeme Mongolskog Carstva, diskografska kuća Eleven Seven Records objavila je 13. rujna 2019. Tada su i prvi put održali turneju u Sjevernoj Americi. Zahvaljujući ugovoru s Eleven Sevenom skupina je počela surađivati s američkim sastavima i snimila je nove inačice starijih pjesama, od kojih se "Black Thunder" pojavila u videoigri Star Wars Jedi: Fallen Order. Dana 1. svibnja 2020. objavljen je remiks pjesme "Song of Women" (hrv. "Pjesma žena") na kojem pjeva Lzzy Hale iz Halestorma.
Dana 29. studenog 2019. članovi The Hua odlikovani su Ordenom Džingis-kana, najvišom državnom nagradom u Mongoliji. Dana 28. lipnja 2020. održali su digitalni humanitarni koncert za osobe pogođene pandemijom COVID-19. U prosincu su objavili obradu Metallicine pjesme "Sad but True". Tako su privukli pozornost te grupe i izabrani su uz ostalih 52 izvođača za rad na humanitarnom albumu Metallica Blacklist povodom 30. obljetnice The Black Albuma, objavljenog u rujnu.
Od rujna 2021. The Hu ponovno održava koncerte po Sjevernoj Americi u sklopu turneje "The Hun Tour"; to je prvi put da nastupa uživo od početka pandemije.

## Diskografija
Studijski albumi
- The Gereg (2019.)

Singlovi
- Yuve Yuve Yu (2018.)
- Wolf Totem (2018.)
- Shoog Shoog (2019.)
- The Great Chinggis Khaan (2019.)
- Song of Women (2020.)
- Sad but True (2020.)